# Souris nude

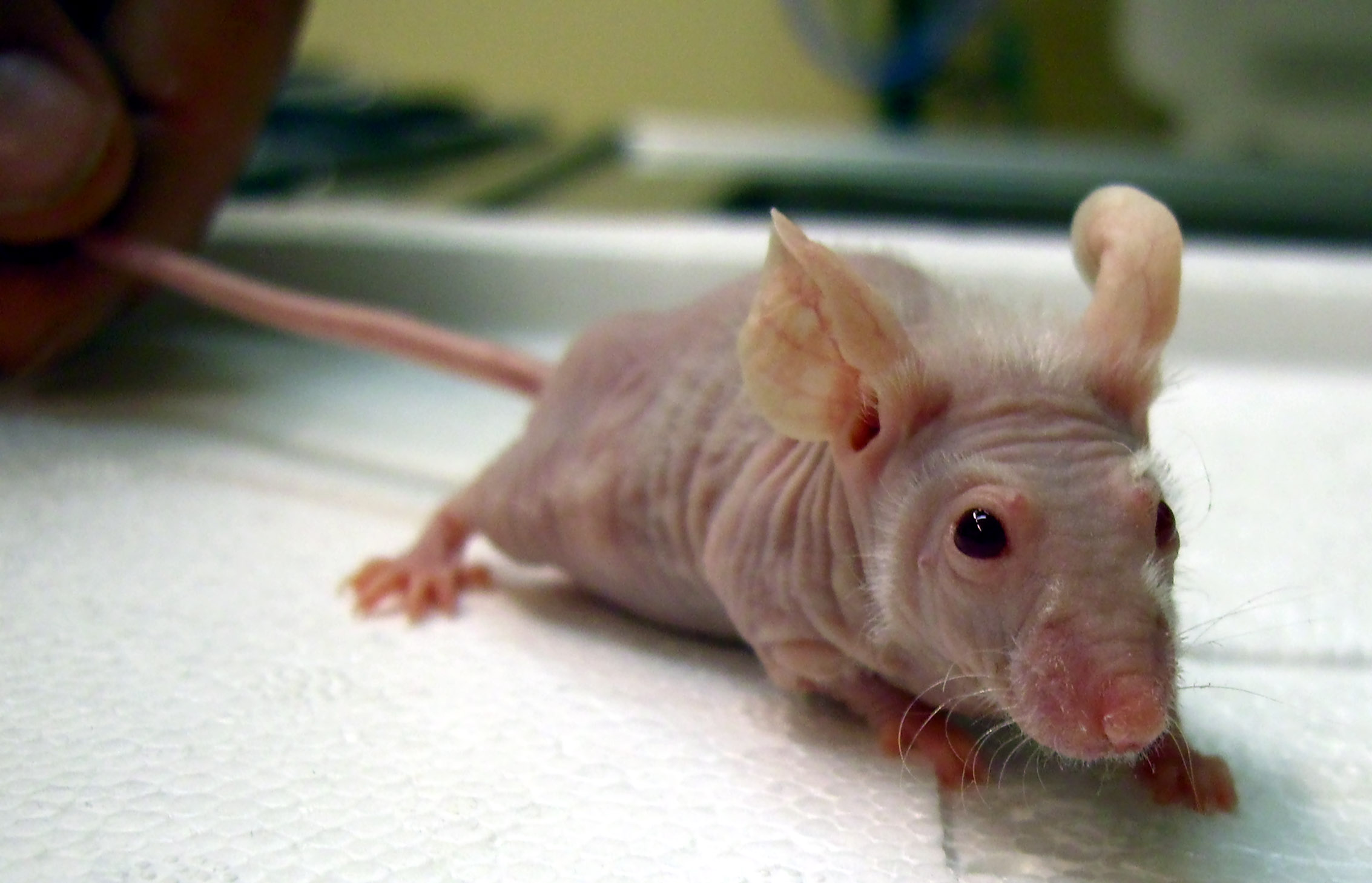
Une souris nude

Une souris nude est une souris utilisée en laboratoire, provenant d'une lignée présentant une mutation génétique qui entraîne la détérioration ou l'absence de thymus, ce qui résulte en un système immunitaire déficient dû au nombre grandement réduit de lymphocytes T. Le phénotype ou l'apparence de la souris est l'absence de poils, ce qui lui a donné son surnom de « nude » (« nue », en français). La base génétique de la mutation nude est une perturbation du gène FOXN1.

## Utilisation
Les souris nude sont utilisées en recherche car on peut leur greffer des tissus ou des tumeurs sans qu'elles n'initient de rejet. Ces xénogreffes sont utilisées en recherche pour tester de nouvelles méthodes d'imagerie médicale ou des traitements anti-tumoraux.

## Historique
La première souris nude a été découverte en 1962 par le Dr Norman R. Grist au laboratoire de virologie Brownlee de l'hôpital Ruchill (en) à Glasgow avec l'apparition d'une nouvelle mutation au sein d'une lignée involontairement consanguine,,. Flanagan qui a étudié cette souris nude à l'Institute of Animal Genetics d'Édimbourg remarque leur faible espérance de vie. En 1968, E. M. Pantelouris découvre que la mutation est autosomale récessive et que les souris nude Homozygotes porteuses de la mutation sont caractérisées par une absence de thymus,.
Cette absence de thymus empêche ces souris nude de produire des lymphocytes T matures. Par conséquent, elles sont incapables de développer de nombreux types de réponses immunitaires adaptatives, notamment :
1. la formation d'anticorps qui nécessite des lymphocytes T auxiliaires CD4+
2. les réponses immunitaires à médiation cellulaire, qui nécessitent des lymphocytes T CD4+ et/ou CD8+
3. les réponses d'hypersensibilité de type retardé (nécessitent des lymphocytes T CD4+)
4. la destruction des cellules infectées par le virus ou malignes (nécessite des lymphocytes T cytotoxiques CD8+)
5. le rejet de greffe (nécessite à la fois des lymphocytes T CD4+ et CD8+)

## Nomenclature
La nomenclature de la souris nude a changé de nombreuses fois depuis sa découverte. À l'origine, elles étaient décrites comme des souris « nu » puis le locus a été nommé non officiellement whn (wh pour Winged-helix) et ensuite « Hfh11nu » lorsque le gène muté a été identifié comme une mutation dans le gène HNF-3/forkhead homolog 11. En 2000, le gène responsable de la mutation a été identifié comme étant un membre de la famille génique Fox et la nomenclature a été actualisée pour « Foxn1nu »,,.